# Chandrabanu
Chandrabanu (m. 1263) ou Chandrabhanu Sridhamaraja foi um rei do reino Tambralinga na atual Tailândia. De etnia Javaka, reinou entre 1230 e 1263, tendo tentado ao longo de mais de 30 anos conquistar a ilha de Sri Lanca. Em 1263, foi finalmente derrotado pelas forças do Império Pandia de Tamil Nadu, tendo sido morto pelo irmão do imperador Jatavarman Sundara Pandyan